# Walce (gmina)
Walce (niem. Gemeinde Walzen) – gmina wiejska w województwie opolskim, w powiecie krapkowickim, na ziemi prudnickiej. W latach 1975–1998 gmina położona była w województwie opolskim. W 2006 roku w gminie wprowadzono język niemiecki jako język pomocniczy.
Siedziba gminy to Walce.
Według danych z 30 czerwca 2004 gminę zamieszkiwało 6060 osób.

## Geografia

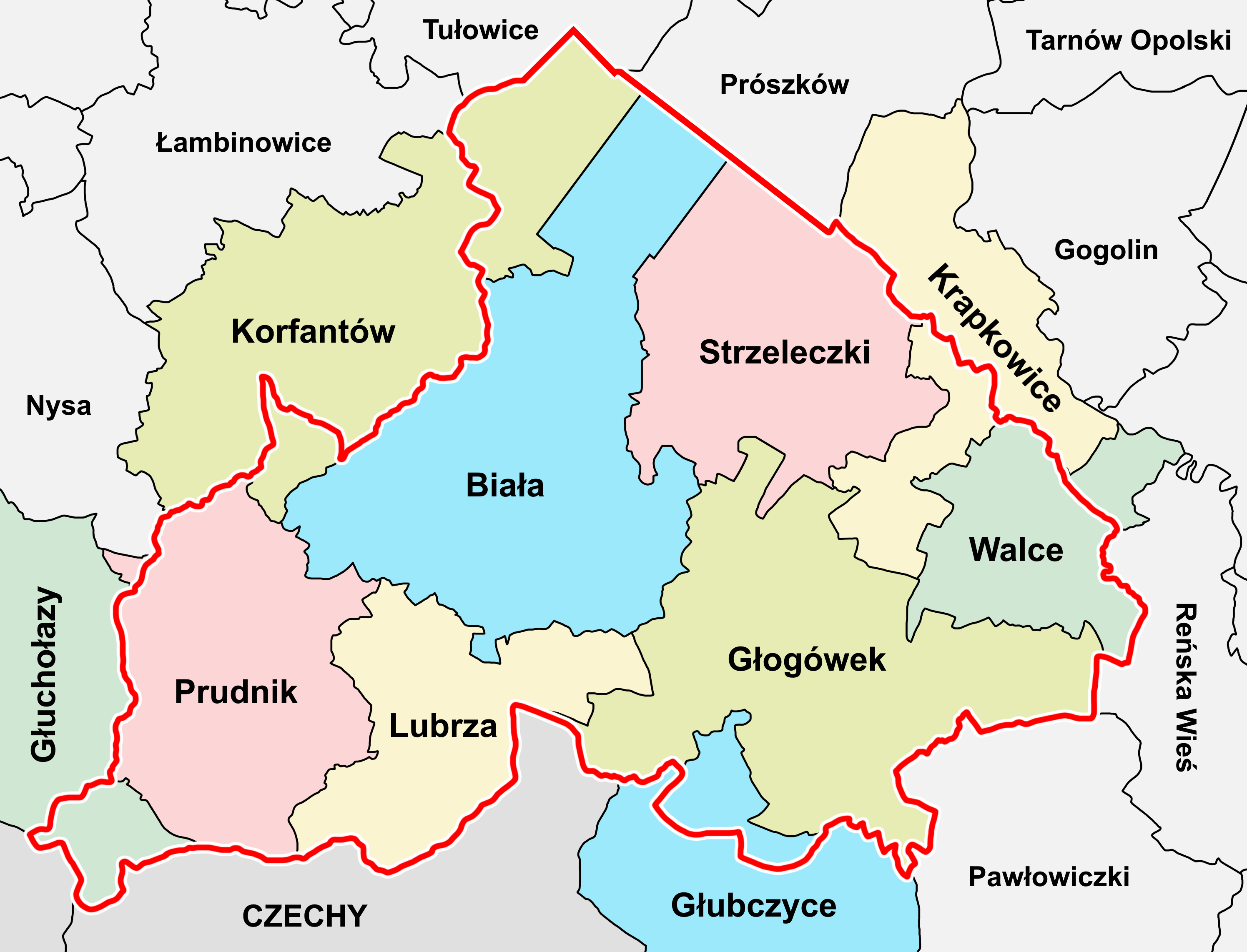
Gmina Walce w granicach ziemi prudnickiej

Gmina Walce położona jest w południowo-zachodniej Polsce, przy granicy z Czechami, na terenie Niziny Śląskiej, w regionie historycznym zwanym ziemią prudnicką, na Górnym Śląsku. Według podziału fizycznogeograficznego z 2017 dr. Krzysztofa Badory obszar gminy Walce znajduje się w granicach mikroregionów: Równina Walców, Dolina Dolnej Straduni, Dolina Górnej Odry, Równina Większycka.
Na zachodzie gmina Walce graniczy z gminą Krapkowice, na północy z gminą Zdzieszowice, na wschodzie z gminą Reńska Wieś, na południu z gminą Głogówek.

### Ukształtowanie terenu
W granicach administracyjnych gminy Walce znajdują się następujące wzniesienia: Buchtaberg, Górka, Lisia Góra, Szwedzka Górka, Wiatrak.

### Stosunki wodne
Przez obszar gminy Walce przepływają następujące cieki wodne:
- rzeki: Odra, Stradunia
- strugi: Białynka, Grabczak, Jaźwina, Mosacz, Swornica

Na terytorium gminy położone jest także bagno Kapuśniki.

### Pokrycie terenu
Na terytorium gminy Walce znajdują się następujące formy pokrycia terenu:
- lasy: Fazanica, Jarczowicki Las, Mosacz
- pole: Podgół
- łąki: Bago, Siedliska

## Struktura powierzchni
Według danych z 2019 r. użytki rolne zajmują 85.7% powierzchni, a tereny zabudowane i zurbanizowane 4.7% powierzchni gminy.
Grunty leśne i zakrzewione zajmują 546 ha.
Gmina stanowi 15,6% powierzchni powiatu i 0,7% powierzchni województwa opolskiego.
Największym powierzchniowo sołectwem są Walce (18,9% powierzchni gminy), a najmniejszym Ćwiercie (0.9% powierzchni). Również w liczbie ludności miejscowości te mają takie same miejsca.

## Historia

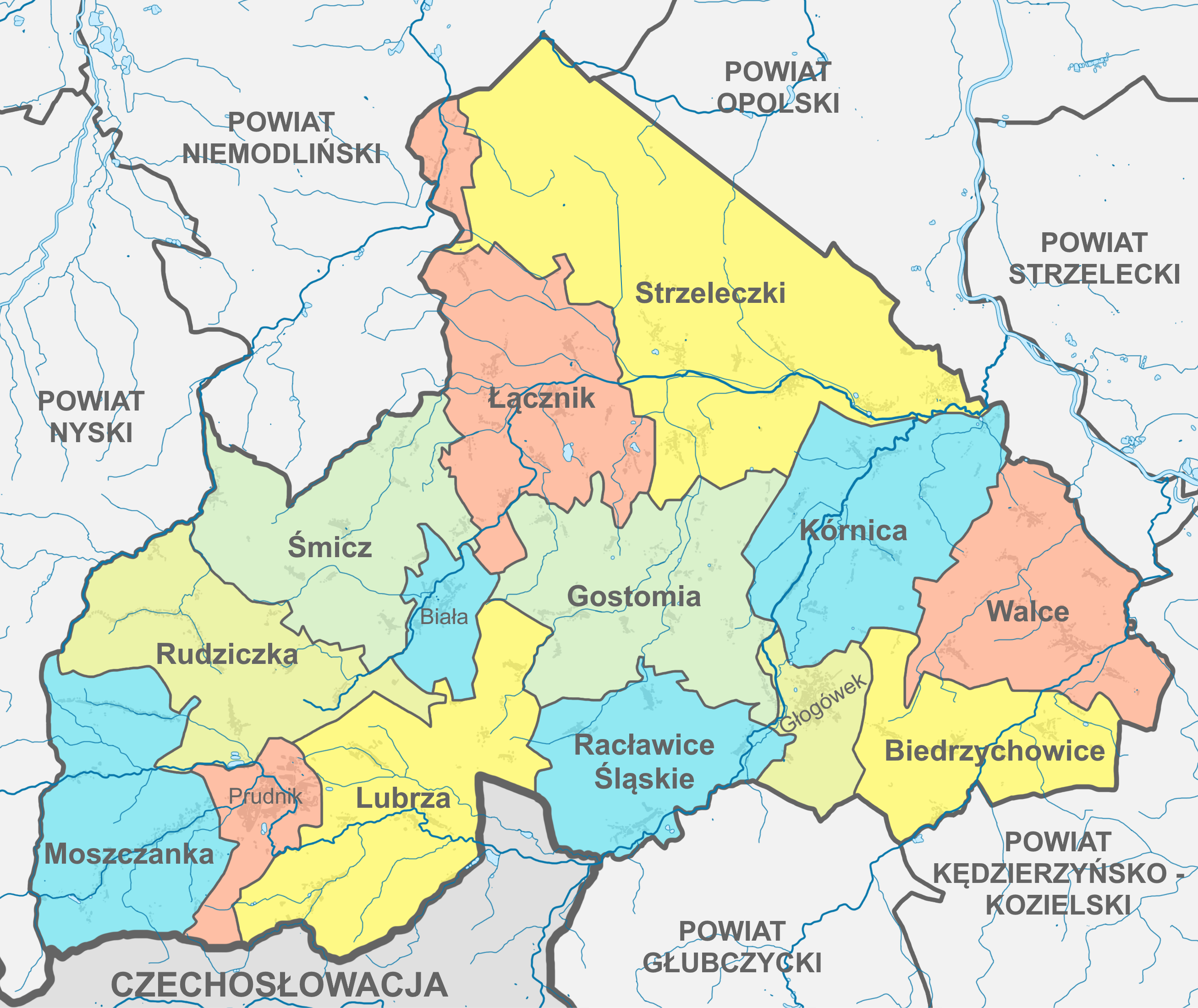
Gmina Walce w powiecie prudnickim

Gmina zbiorowa Walce powstała po II wojnie światowej (w grudniu 1945) w powiecie prudnickim na terenie tzw. Ziem Odzyskanych (tzw. I okręg administracyjny – Śląsk Opolski), powierzonym 18 marca 1945 administracji wojewody śląskiego, a z dniem 28 czerwca 1946 przyłączonym do województwa śląskiego (śląsko-dąbrowskiego). 6 lipca 1950 zmieniono nazwę województwa śląskiego na katowickie; równocześnie gmina Walce wraz z całym powiatem prudnickim weszła w skład nowo utworzonego województwa opolskiego.
Według stanu z 1 lipca 1952 gmina składała się z 8 gromad: Brożec, Ćwiercie, Dobieszowice, Grocholub, Kromołów, Rozkochów, Walce i Zabierzów. Gmina została zniesiona 29 września 1954 wraz z reformą wprowadzającą gromady w miejsce gmin.
Jednostkę reaktywowano 1 stycznia 1973 w powiecie krapkowickim w województwie opolskim. W skład gminy weszły obszary 9 sołectw: Brożec, Ćwiercie, Dobieszowice, Grocholub, Kromołów, Rozkochów, Stradunia, Walce i Zabierzów. 1 czerwca 1975 gmina weszła w skład nowo utworzonego (mniejszego) województwa opolskiego.

## Zabytki
Na terenie gminy znajduje się 13 zabytków nieruchomych wpisanych do rejestru zabytków oraz 7 stanowisk archeologicznych. W Gminnej Ewidencji Zabytków ujętych jest 106 nieruchomości. 

## Demografia

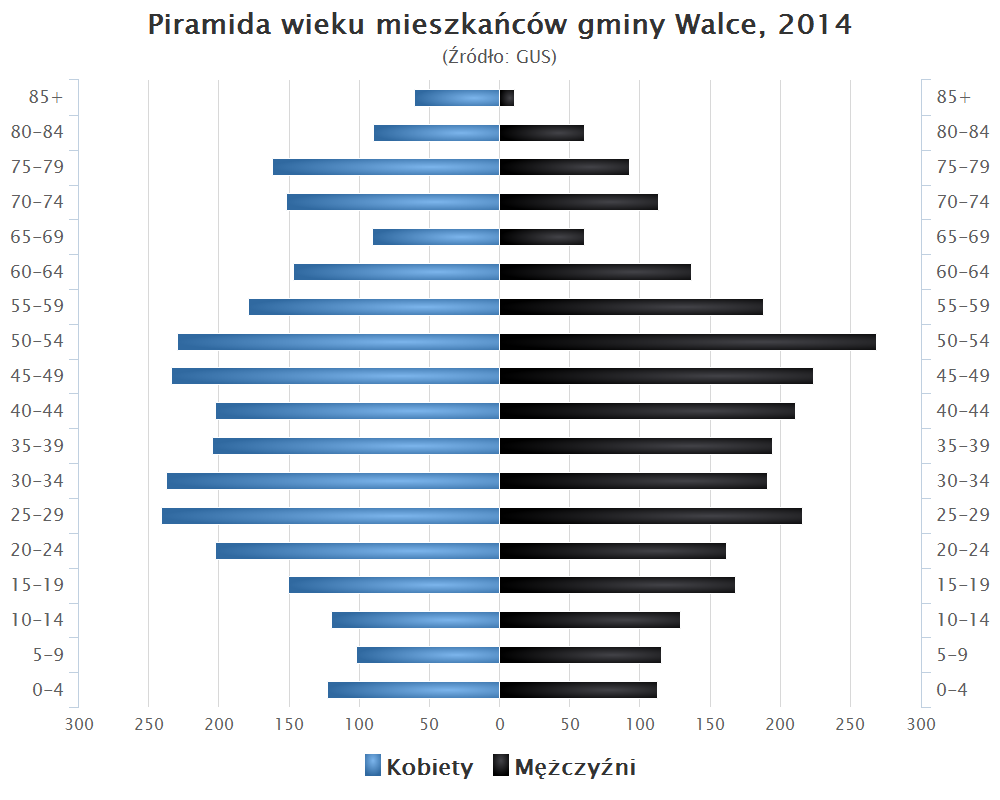
Piramida wieku mieszkańców gminy Walce w 2014 roku

Dane z 31.12.2017 roku
| Opis                              | Ogółem | Ogółem | Kobiety | Kobiety | Mężczyźni | Mężczyźni |
| --------------------------------- | ------ | ------ | ------- | ------- | --------- | --------- |
| jednostka                         | osób   | %      | osób    | %       | osób      | %         |
| populacja                         | 5 494  | 100    | 2 879   | 52,4    | 2615      | 47,6      |
| gęstość zaludnienia (mieszk./km²) | 80     | 80     | 42      | 42      | 38        | 38        |

### Struktura narodowościowa i językowa
Dane według Narodowego Spisu Powszechnego Ludności i Mieszkań 2002:
- polska – 38,81%
- niemiecka – 32,41%
- śląska – 15,53%
- inna lub nieokreślona – 13,25%

Dane według Narodowego Spisu Powszechnego Ludności i Mieszkań 2021 (z uwagi na możliwość podania więcej niż jednej tożsamości narodowo-etnicznej dane nie sumują się do stu procent)::
- polska – 73,82%
- śląska – 34,04%
- niemiecka – 28,41%
- ukraińska – 0,19%
- nieustalona – 0,04%

77,11% procent mieszkańców gminy zadeklarowało w 2021 posługiwanie się w kontaktach domowych językiem polskim, ponadto (podobnie jak w przypadku narodowości, dane nie sumują się do stu procent z uwagi na możliwość zadeklarowania więcej niż jednego języka):
- 52,84% – śląskim (najwyższy odsetek wśród wszystkich gmin w Polsce)
- 14,43% – niemieckim
- 0,4% – angielskim
- w przypadku siedmiu osób (0,13%) nieustalono używanego języka

## Polityka
Siedzibą władz jest Urząd Gminy w Walcach.

### Wybory i referenda
W referendum w 2003 mieszkańcy gminy Walce opowiedzieli się za przystąpieniem Polski do Unii Europejskiej.
W wyborach parlamentarnych do Sejmu w 2005, 2007, 2011, 2015, 2019 i 2023 w gminie wygrała Mniejszość Niemiecka.
W wyborach prezydenckich w 2005 mieszkańcy gminy Walce opowiedzieli się za Donaldem Tuskiem, w 2010 i 2015 za Bronisławem Komorowskim, w 2020 i 2025 za Rafałem Trzaskowskim.

## Honorowi Obywatele Gminy
Arcybiskup Alfons Nossol (2019)

## Miejscowości i ich części
Miejscowości podstawowe wraz z ich częściami integralnymi (wg TERYT):
Walce (Antoszka), Groble, Krzewiaki, Marianków, Posiłek), Brożec, Brzezina, Ćwiercie, Dobieszowice, Grocholub (Swornica), Kromołów (Czerniów), Rozkochów (Olszyna), Stradunia (Przerwa, Rybarze), Zabierzów

## Bezpieczeństwo
Gmina położona jest w strefie nadgranicznej w związku z czym Straż Graniczna dysponuje, na tym obszarze, specjalnymi kompetencjami w zakresie bezpieczeństwa. Gminę Walce obejmuje zasięgiem służbowym placówka Straży Granicznej w Opolu ze Śląskiego Oddziału SG.

## Sąsiednie gminy
Głogówek, Krapkowice, Reńska Wieś, Zdzieszowice